# Piktjärnen, Jämtland
Piktjärnen är en sjö i Krokoms kommun i Jämtland och ingår i Indalsälvens huvudavrinningsområde. Sjön har en area på 0,178 kvadratkilometer och ligger 400,7 meter över havet.

## Delavrinningsområde
Piktjärnen ingår i det delavrinningsområde (705785-138527) som SMHI kallar för Mynnar i Grässjöbäcken. Medelhöjden är 495 meter över havet och ytan är 12,84 kvadratkilometer. Räknas de 2 avrinningsområdena uppströms in blir den ackumulerade arean 22,76 kvadratkilometer. Vattendraget som avvattnar avrinningsområdet har biflödesordning 4, vilket innebär att vattnet flödar genom totalt 4 vattendrag innan det når havet efter 326 kilometer. Avrinningsområdet består mestadels av skog (82 procent). Avrinningsområdet har 0,18 kvadratkilometer vattenytor vilket ger det en sjöprocent på 1,4 procent.